# Frans van Rooij
Frans van Rooij (parfois orthographié van Rooy) (Woensel, 3 juin 1963) est un ancien joueur néerlandais de football. Il évoluait au poste de médian offensif.

## Biographie
Il débuta au PSV Eindhoven. En 1985, il fut élu Talent de l'année aux Pays-Bas puis arriva en Belgique où il presta l'essentiel de sa carrière.
Il joua près de 5 saisons pour le R. Antwerp FC avant de passer au R. Standard de Liège.
Joueur doté d'un important bagage technique et d'une excellente vision du jeu, il n'obtint pas le palmarès que certains observateurs lui prédisaient au début de sa carrière. 
Après une saison en Grèce, il termina son parcours à Westerlo.

## Palmarès
- Talent de l'année aux Pays-Bas : 1985
- Coupe de Belgique : 1 (1993)